# Sunnanvik, Skatelövs socken
Sunnanvik är en herrgård som ligger invid sjön Åsnen i Skatelövs socken. Platsen låg sannolikt öde efter digerdöden (omkr. 1350) och omtalas på 1390-talet tillhörande riddaren Jon Hjärne d.y. som då lämnar gården i pant till Jusse Haak. 1403 förvärvar riddaren Abraham Brodersson rätten att inlösa gården. Omnämns i handlingarna som Sundenwijk år 1390, Sunnewiik år 1407 och Söndenevigh i Skatelöf år 1445.  År 1445 tilldömdes riddaren Henrik Hjärne gården som arv efter fadern Jon Hjärne. Omkring 1500 köper Arvid Trolle Sunnanvik och intilliggande Bonäs av "Knut Knutsson av Norge". Ortsnamnet betyder ”södervik”.
Sunnanviks egen historia börjar år 1665 då gården, med intilliggande Bonäs, skatteköptes av frälsefogden Erngisel Olufsson (1620–1683). Han var gift med Kristina Jonsdotter och deras söner upptog namnet Cavallius. Egendomen var tidigare ödemark/betesmark mellan Vrankunge och Skäggalösa byar samt Kalvshaga byallmänning, Efter 200 års arvsföljd bröts familjen Cavallius ägande år 1865, men kunde efter en kort tid återföras till en annan familjegren via Gunnar Olof Hyltén-Cavallius. År 1867 förvärvades intilliggande Jularelycke gård (ca 40 hektar), då med två torpställen. Dagens herrgårdsbyggnad uppfördes 1930–1931.
År 1665 nämns i jordeboken Sunnanvik och Bonäs från ”frälse till crono förbytt hemman” med skyldighet att tillsammans med Jularelycke hålla ryttare med torp, häst och rustning (sk. rusthåll) i samband med Erngisel Olufssons tillträde. Under 72 år ägdes och sköttes Sunnanvik av änkefrun Johanna Katarina Strålenhjelm (gift Laurin) och därefter hennes två ogifta döttrar. Under deras tid fanns i Bonäs ett brännvinsbränneri vars panna hade en rymd på 68 kannor (178 liter), lika stor som på Huseby bruk. Bränneriet värderades till 1600 riksdaler i mantalslängden år 1820.
Då flera av ägarna varit officerare har de uppburit räntor/avrad från sina löneboställen (som brukats av kronobönder) då de bott på egen gård. Ett drygt 10-tal torp etablerades från mitten av 1700-talet under Sunnanvik, tidigast Flämmarebacken, Lilla Bonäs, Harehall, Åströmstorpet och Carlstorp. Torparna och statare samt arrendatorer och drängar vid såväl huvudgården som Bonäs har utfört många dagsverken till långt in på 1900-talet. Allt utfört arbete har tillsammans med sjösänkningen av Åsnen med två fot år 1853 medfört att den brukade jordbruksarealen kunnat ökas. 1940 uppgick arealen till 395,4 ha, därav 80 åker.

## Ägarlängd för Sunnanvik
Sunnanvik inlemmades, efter att ha ägts av olika frälsemän, omkring 1500, under Bergkvara stora godslkomplex med Trolle- och därefter Sparreätten som ägare. Karl IX drog in egendomen år 1599 då Lars Sparre sympatiserade med kung Sigismund i Polen. Han skänkte Bergkvara till sin halvbroder Karl Karlsson Gyllenhjelm 1603. Delar av godset återlämnades emellertid 1637 till Sparreätten och återstoden bildade friherreskapet Nya Bergkvara, med Huseby som sätesgård – där näraliggande Sunnanvik också ingick. Det kungliga ägandet kvarstod till 1662 då kronan ånyo drog in Sunnanvik/Bonäs och resterande, med bland annat Huseby Bruk, år 1688. Sunnanvik har därefter haft nedanstående ägare:
- 1665                Frälsefogden, bonden och befallningsmannen Erngisel Oufsson (1620–1683).
- 1703                Länsmannen Måns Cavallius, (1656–1713 – son till föregående).
- 1715                Kornetten Jonas Hjelmberg (1688–1746) – måg till föregående,
- 1730                Kaptenen Johan Månsson Cavallius (1695–1754) och Jonas Hjelmgren.
- 1739                Kaptenen Johan Månsson Cavallius ensam ägare.
- 1754                Löjtnanten Karl Erik Laurin (1699–1756).
- 1756                Änkan Johanna Katarina Strålenhjelm (1714–1800).
- 1800                Dottern, ogifta Maria Magdalena Laurin (1752–1827).
- 1827                Sammanboende systern, ogifta Anna Catharina Laurin (1747–1828).
- 1828                Systersonen, fanjunkaren Karl Gustav Sandwall (1771–1846).
- 1846                Sonen, lantmätaren Paul Gustav Sandwall, son till föregående (1804–1861).
- 1866                Hemmansägaren/änklingen Jon Pålsson i Skäggalösa Backagård (f. 1796).
- 1866                Chargé d’affairs G. O. Hyltén-Cavallius, död 1889, barnbarnsbarn till kaptenen Johan Månsson Cavallius och Montana Scharp.
- 1889                Överste Carl Hyltén-Cavallius och löjtnant Gunnar Hyltén-Cavallius  (1858–1926) (söner till föregående).
- 1901                Överste Gösta Hyltén-Cavallius (1860–1949, bror till föregående).
- 1928                Ryttmästaren Björn Gösta Hyltén-Cavallius (född 1894).

Sunnanvik och Bonäs är än idag (2021) i familjens ägo, efter mer än 350 år.